# Syllepte phalangiodalis
Syllepte phalangiodalis is een vlinder uit de familie van de grasmotten (Crambidae). De wetenschappelijke naam van deze soort is voor het eerst voorgesteld door Eduard Hering in een publicatie uit 1901.
De soort komt voor in Indonesië (Sumatra).